# Loverboy (2005)
Loverboy is een Amerikaanse romantische dramafilm uit 2005 geregisseerd door Kevin Bacon. Het verhaal is gebaseerd op dat uit het boek van Victoria Redel.

## Verhaal
Emily (Kyra Sedgwick) is een alleenstaande moeder die haar zoon Paul (Dominic Scott Kay) alleen opvoedt en de bijnaam Loverboy geeft. Zij verwent hem maar zondert hem tevens af van de rest van de wereld. Paul wil niettemin graag naar school en met andere kinderen spelen.

## Rolverdeling
- Kyra Sedgwick - Emily
- Dominic Scott Kay - Paul
- Kevin Bacon - Marty
- Blair Brown - Jeanette Rawley
- Matt Dillon - Mark
- Oliver Platt - Mr. Pomeroy
- Campbell Scott - Pauls vader
- Marisa Tomei - Sybil
- Sosie Bacon - Emily (10 jaar)
- Travis Bacon - Lenny
- Sandra Bullock - Mrs. Harker

## Trivia
- Hoofdrolspeler Sedgwick en regisseur/acteur Bacon zijn in werkelijkheid man en vrouw. Het meisje dat Emily (Sedgwicks personage) op tienjarige leeftijd speelt, is hun dochter Sosie Bacon. Hun zoon Travis is eveneens in de film te zien, als Lenny.
- Emily's leraar in de derde klas is in werkelijkheid Sedgwicks broer Robert
- Zanger John Legend heeft een cameo-rolletje